# لا

لا شهری در شهرستان سورگو در استان بولکیمده در بورکینافاسوی غربی مرکزی است جمعیت آن ۲۱۸۰ نفر است.